# Jacques Duchesne-Guillemin
Jacques Duchesne-Guillemin (* 21. April 1910 in Jupille bei Lüttich; † 8. Februar 2012 in Lüttich) war ein belgischer Iranist.

## Leben
Jacques Duchesne-Guillemin studierte an der Katholischen Universität Löwen Sprachwissenschaft und wurde 1931 mit einer Dissertation über vergleichende Grammatik zum Docteur en philosophie et lettres promoviert. Anschließend vertiefte er seine Studien an der Sorbonne in Paris, wo er 1933 das Zertifikat im Fach Indologie erwarb. Weitere akademische Abschlüsse (Diplome) erwarb er in Paris an der École pratique des hautes études (1933), am Institut Catholique (1936) und am Institut Linguistique (1937).
Ab 1938 hielt Duchesne-Guillemin Lehrveranstaltungen an der Universität Lüttich ab. Dort wurde er 1943 zum Professor ernannt und auf den Lehrstuhl für Indo-Iranistik berufen. Gastprofessuren führten ihn an die University of London (1950–1957), an die Columbia University (1958–1959), an die Universität Chicago (1962) und an die University of California, Los Angeles (1967 und 1975). 1980 trat Duchesne-Guillemin in den Ruhestand. Auf seinen Lehrstuhl wurde 1986 Jean Kellens berufen.
Ab 1973 war Duchesne-Guillemin Herausgeber der Schriftenreihe Acta Iranica. Die Universität Teheran verlieh ihm 1975 die Ehrendoktorwürde. 1978 war er Vorsitzender der Abteilung des französischsprachigen Belgiens der International Association for the History of Religion.
Duchesne-Guillemin war korrespondierendes Mitglied der Dänischen Akademie der Wissenschaften und der Académie des Inscriptions et Belles-Lettres (seit 1979). Er war mit der Musikwissenschaftlerin Marcelle Duchesne-Guillemin (1907–1997) verheiratet.

## Veröffentlichungen (Auswahl)
- Les composés de l’Avesta. Leiden 1936
- La Religion de l’Iran ancien. Paris 1962.
- Art et religion sous les Sassanides. In: Atti del convegno internazionale sul tema: La Persia nel medioevo. Academia Nazionale dei Lincei, Rom 1971, S. 377–388.